# Kamersymfonie nr. 1 (Sjostakovitsj)
Dmitri Sjostakovitsj componeerde deze Kamersymfonie nr. 1 in c mineur opus 110A niet helemaal zelf.
Deze kamersymfonie is een (ook volgens Sjostakovitsj zelf) zeer geslaagde bewerking van zijn achtste strijkkwartet, opus 110 door de Russische violist en dirigent Rudolf Barshai. Op opnamen wordt alleen de naam van Sjostakovitsj vermeld met daarachter, bewerkt door Barshai.
De compositie staat bol van het DSCH-motief. De bewerking door Barshai werd net zo populair als het strijkkwartet zelf; daarom heeft het ook een opusnummer gekregen in de lijst van de hoofdcomponist.